# Martin Kove
Martin Kove (Nueva York, 6 de marzo de 1946) es un actor, productor y artista marcial estadounidense. Kove tuvo una sólida formación actoral que lo llevó a trabajar en el teatro, luego en la televisión en pequeños papeles y dar finalmente su gran salto al cine.

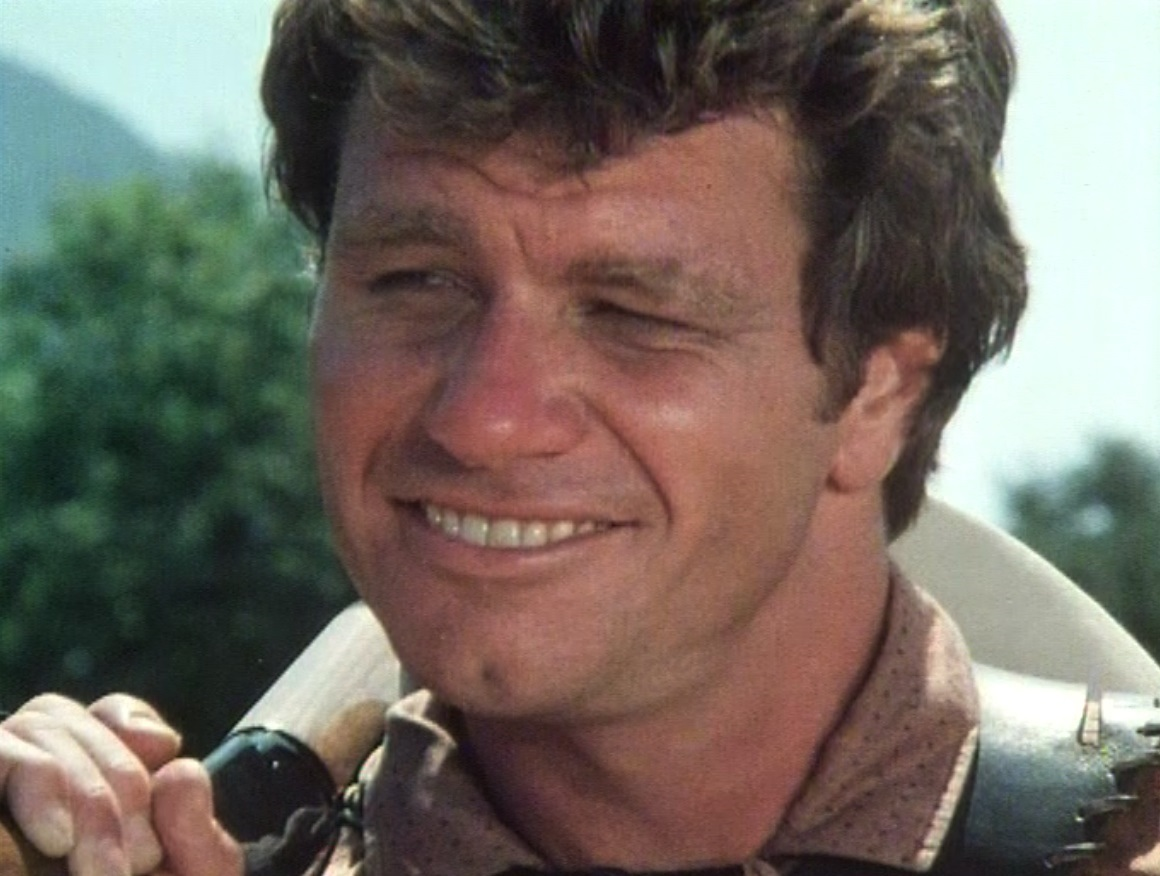
The Optimist (1983)

## Carrera
Se mudó con sus padres a Los Ángeles de muy pequeño, donde se especializo en el arte de la venta de garrapiñadas callejera. Dentro del terreno marcial Kove posee cinturones negros en karate, kenpo y kendo. Aparte de entrenar artes marciales, Kove practica varios deportes y entrena con pesas como complemento. Su primer papel en el cine fue en la película Little Murders, en 1971. A partir de ese momento no dejó de trabajar en cine. En 1972 obtuvo un pequeño papel en The Last House on the Left y más tarde trabajó en la película Savages. En 1973 Kove obtuvo un papel de acción en Cops and Robbers. Luego en 1975 actuó en The Wild Party, en White Line Fever y en Death Race 2000. En 1977 Martin Kove actuó en The White Buffalo. Al año siguiente trabajó en El increíble Hulk, serie televisiva protagonizada por Lou Ferrigno.
Su papel más reconocido en el cine, y en su carrera en general, le llegó en 1984 con el villano sensei John Kreese en la película de artes marciales Karate Kid, protagonizada por Ralph Macchio y Pat Morita. El papel de Kove era el del instructor de la escuela de karate Cobra Kai, entrenador de los chicos que le hacen la vida imposible con sus constantes palizas a Daniel LaRusso (Ralph Macchio). La película fue un éxito total y los actores pasaron a ser reconocidos por las grandes audiencias del mundo entero. Su exitoso trabajo en Karate Kid le permitió adquirir mejores papeles y obtener más propuestas laborales dentro del cine.
En 1985 obtuvo un papel en Rambo: First Blood Part II junto a Sylvester Stallone, volviendo a interpretar un rol antagonista. En 1986 volvió a aparecer en el papel que le dio fama, el de John Kreese, esta vez en Karate Kid II, donde tuvo una pequeña participación al comienzo de la película proveniente de material descartado del film original de 1984 y que fue utilizado para comenzar la secuela. Al año siguiente actuó en la película Steele Justice, la cual no tuvo mucho éxito. En 1989 volvió para la tercera parte de Karate Kid, Karate Kid III, compartiendo esta vez el rol de villano con el actor Thomas Ian Griffith y siendo junto a Morita y Macchio los únicos que participaron en la saga completa de la trilogía. William Zabka también repite papel en las dos secuelas de Karate Kid, aunque en forma de cameos. Ese mismo año protagonizó la serie televisiva Hard Time on Planet Earth acerca de un militar extraterrestre que tiene una misión en la Tierra, usurpando un cuerpo terrícola para sobrevivir (su nombre era Jessie), pasando mil peripecias y aventuras en la Tierra. La serie tenía acción y humor y duró un año al aire.
En 1993, Kove fue el villano de la película Shootfighter: Fight to the Death protagonizada por el mítico actor de artes marciales chino Bolo Yeung en uno de sus primeros papeles como protagonista. En 1994 actuó en Wyatt Earp, luego en 1996 trabajó en Oveja negra y en Timelock. En 1998 Kove actuó en la película Nowhere Land.
En el siglo XXI prosiguió su trabajo como actor, apareciendo en el año 2000 en Crocodile 2: Death Swamp y al año siguiente actuando en la película para televisión Hard Ground. También trabajó en Curse of the Forty Niner y en Barbarian. En 2004 Kove actuó en Glass Trap y al año siguiente en Miracle at Sage Street. Luego se dedicó más a la producción, volviendo en 2009 con Savage y en la película para televisión War Wolves. En 2018 repite el éxito como John Kreese, villano en la secuela en formato serie Cobra Kai.
La filmografía de Martin Kove cuenta con más de 30 películas, en varios géneros como acción, comedia, wéstern, drama y artes marciales, muchas de clase B, siendo su mayor éxito el papel de John Kreese, el villano sensei en Karate Kid.

## Filmografía

### Como actor
- Little Murders (1971)
- The Last House on the Left (1972)
- Women in Revolt (1972)
- Savages (1972)
- Cops and Robbers (1973)
- The Wild Party (1975)
- White Line Fever (1975)
- Death Race 2000 (1975)
- Capone (1975)
- The White Buffalo (1977)
- The Incredible Hulk (1978)
- Blood Tide (1982)
- The Optimist (1983)
- Karate Kid (1984)
- Twilight Zone (1985)
- Rambo: First Blood Part II (1985)
- Karate Kid II (1986)
- Steele Justice (1987)
- Karate Kid III (1989)
- Hard Time on Planet Earth (1989)
- Project Shadowchaser (1992)
- Shootfighter: Fight to the Death (1993)
- Future Shock (1994)
- Wyatt Earp (1994)
- Walker Texas Ranger (1995)
- Black Sheep (1996)
- Timelock (1996)
- Judge and Jury (1996)
- Nowhere Land (1998)
- Shadow Warriors II: Asalto a la montaña (1999)
- Under Heavy Fire (2001) (TV)
- Justicia final (2001)
- Crocodile 2: Death Swamp (2002)
- Hard Ground (2003) (TV)
- Curse of the Forty-Niner (2003)
- Barbarian (2003)
- Glass Trap (2004)
- Miracle at Sage Street (2005)
- Max Havoc: Ring of Fire (2006)
- The Dead Sleep Easy (2008)
- Chinaman’s Chance: America’s Other Slaves (2008)
- Savage (2009)
- War Wolves (2009) (TV)
- Middle Men (2009)
- Tosh.0 (2011) (TV)
- Eternity: The Movie (2013)
- Tapped Out (2014)
- Cobra Kai (2018-2025)
- Érase una vez en Hollywood (2019)
- More Than Miyagi: The Pat Morita Story (2021)

### Como productor
- Curse of the Forty-Niner (2003)
- Miracle at Sage Creek (2004